# Oric Atmos

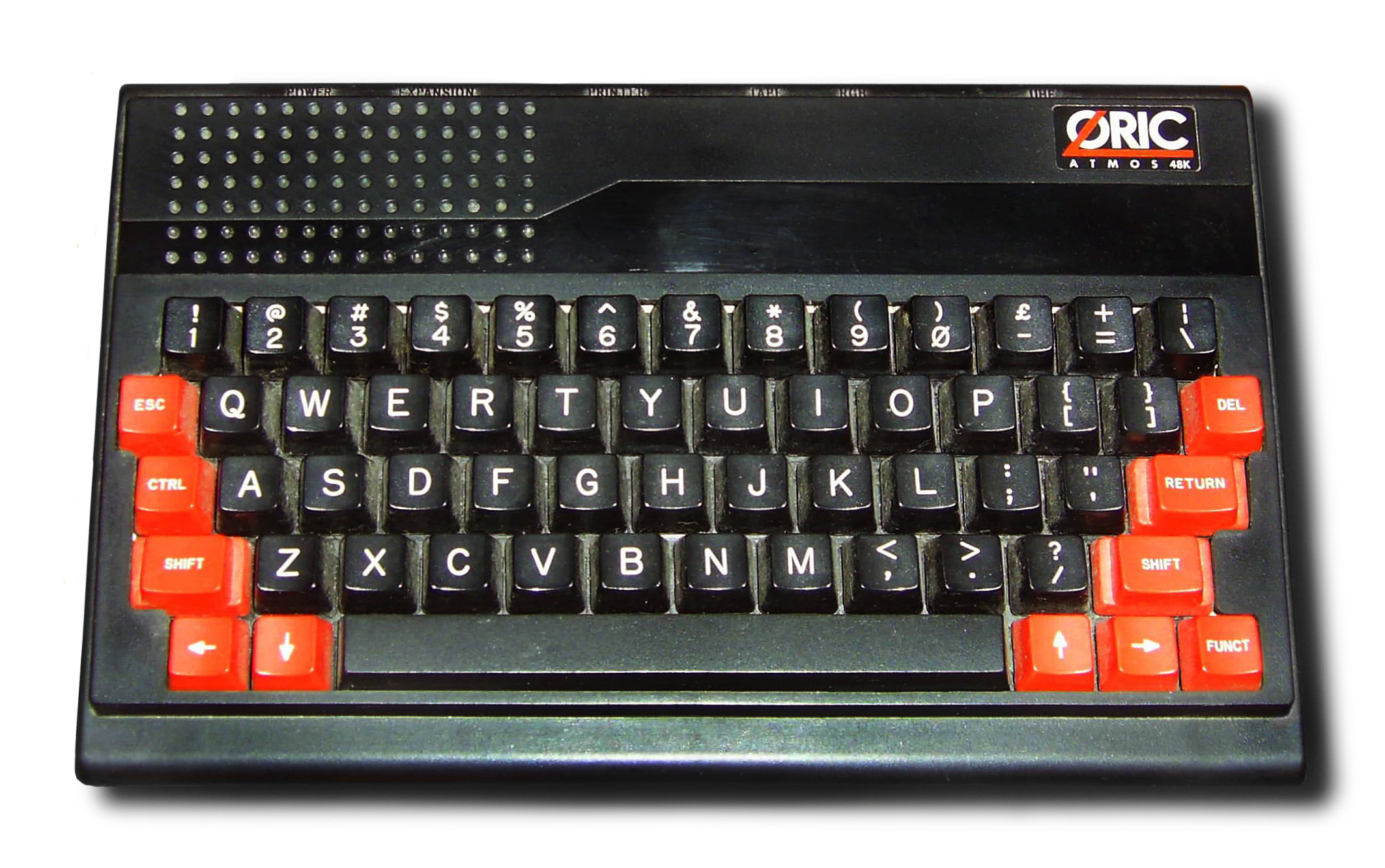
Oric Atmos.

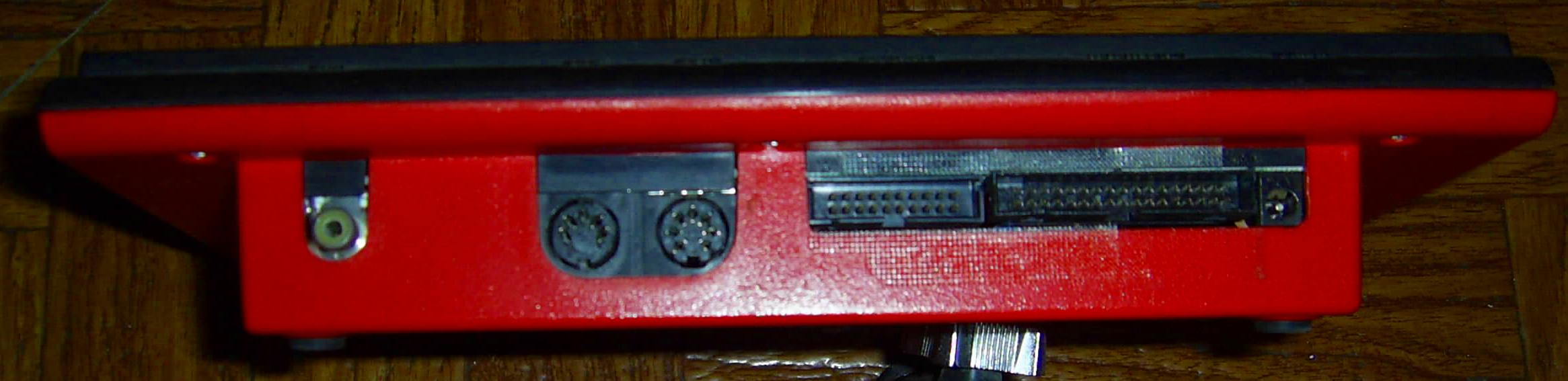
Conectores del Oric Atmos.

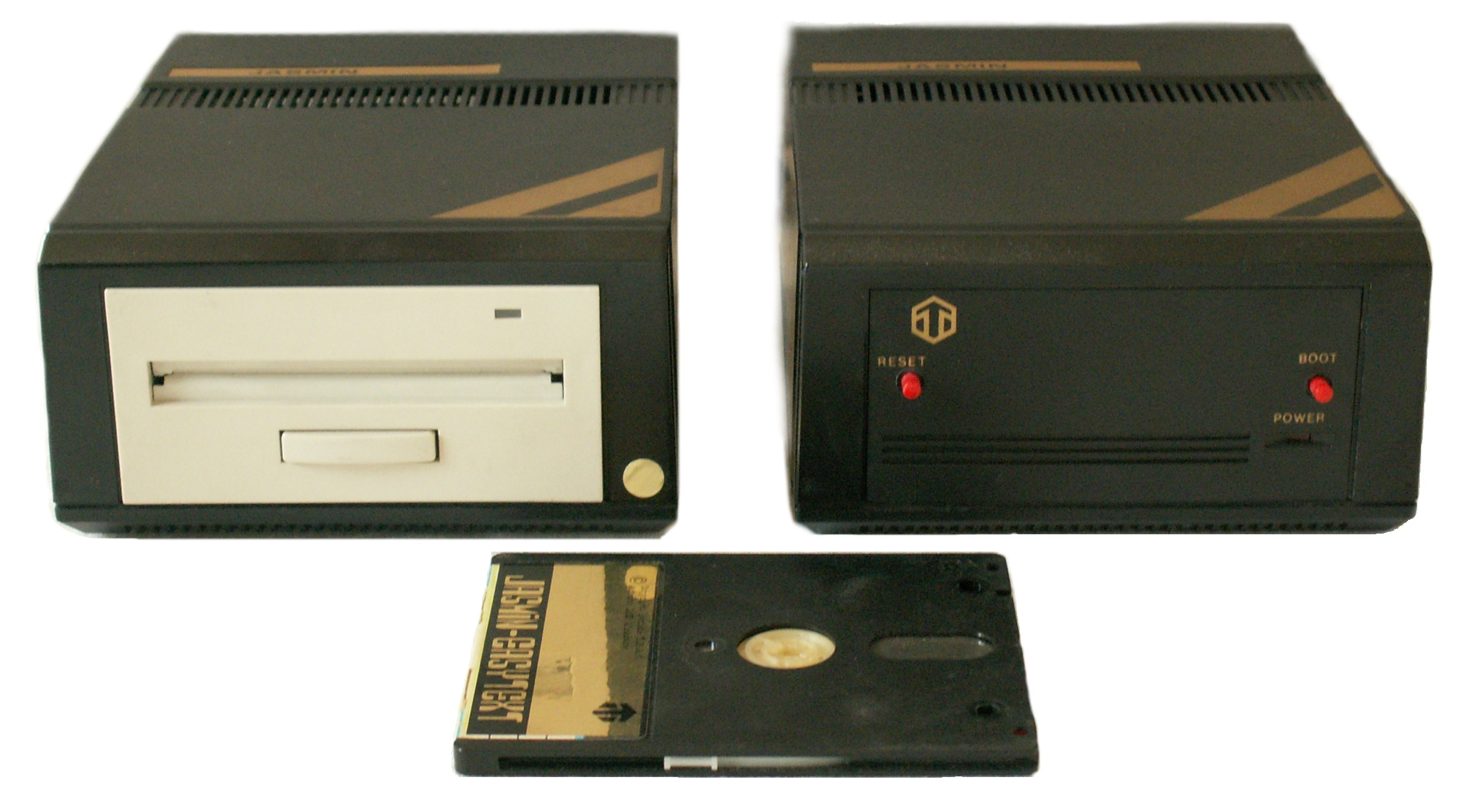
Jasmin

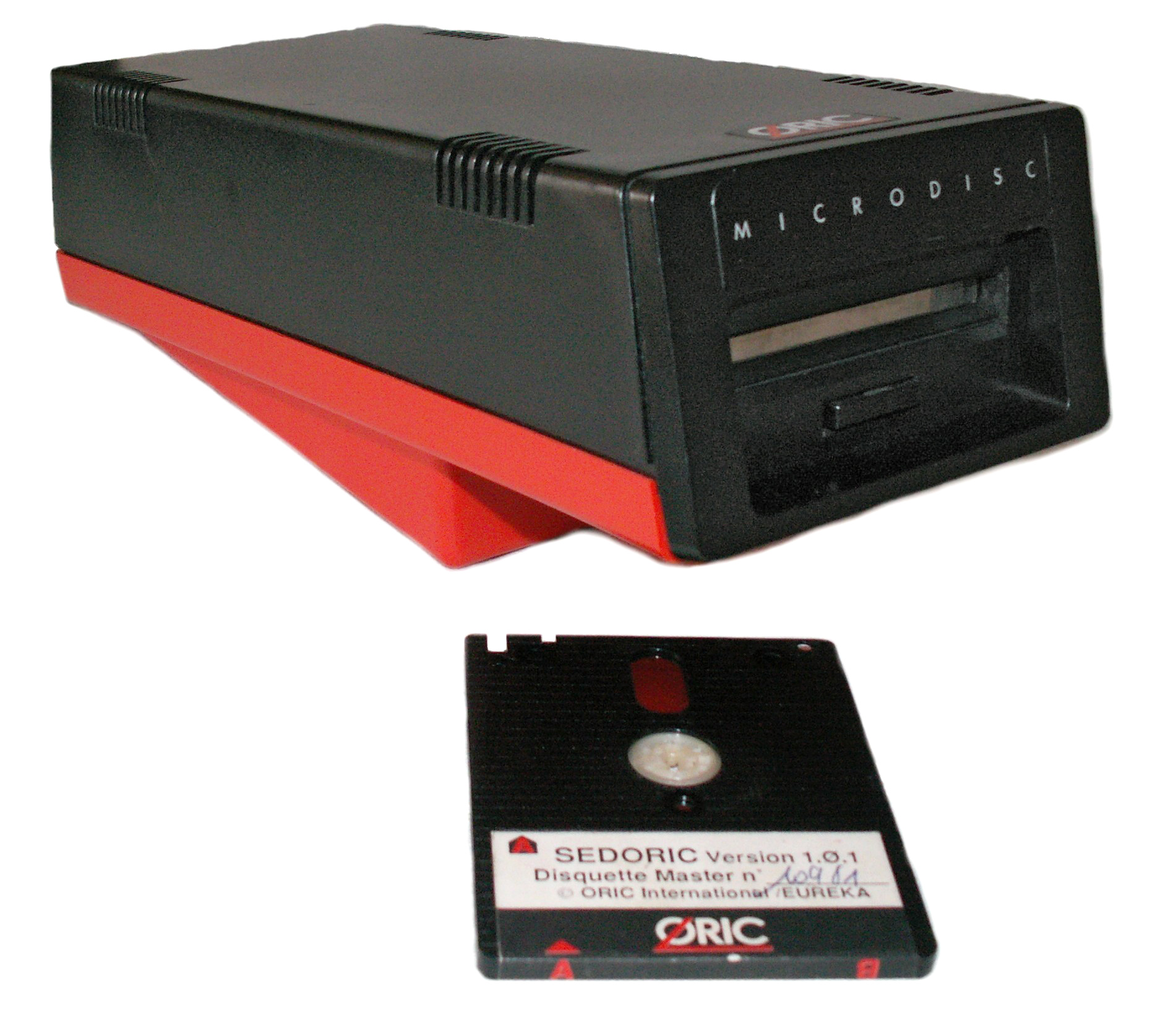
Oric Microdisc

Controladoras

El Oric Atmos fue un ordenador doméstico fabricado por Oric Products International Ltd para competir con el Sinclair ZX Spectrum con un procesador 6502. Es el sucesor del Oric 1.

## Datos técnicos
- CPU Synertek SY6502A o Rockwell R6502AP (versiones licenciadas del MOS Technology 6502)[1] a 1 MHz
- ROM 16 Kilobytes con un BASIC derivado del de Microsoft que incluye comandos de sonido. En esta versión (1.1) se han eliminado los Bugs y se añade un comprobador de grabación en cinta. Puede ampliarse mediante ROMs externas, como la de la unidad de disco (con hardware capaz de conmutar su ROM con la del equipo)
- RAM 64 Kilobytes el resto (se planeó un modelo de 16 Kilobytes que sensatamente se abandonó). Aunque se anuncia de 48 Kilobytes esto se debe a que la ROM oculta la parte alta de la memoria, pero al igual que en el Commodore 64 se puede acceder a todos los bancos de memoria mediante ensamblador
- VRAM no tiene. La pantalla se direcciona en la RAM alta : 
  - Texto: BB80-BFE0
  - Hires: A000-BFE0
- Carcasa pequeña, de 280 × 178 × 150 mm, en plástico rojo y negro. Inclinada para facilitar la escritura. Hueco de altavoz en la parte inferior (los Oric, al revés que el resto, tienen la cara principal de la placa madre boca abajo). En la zona superior rejilla de ventilación y nuevo logotipo de Oric (la etiqueta dice 48 Kb)
- Teclado Estándar QWERTY o AZERTY (los franceses) de 58 teclas tipo máquina de escribir, con las teclas especiales en color rojo y las alfanuméricas en negro. La tecla adicional es FUNCtion (de utilidad similar a ALT), pero apenas usada para mantener la compatibilidad con el Oric 1. No presentan TAB o CAPS LOCK (ésta se ha asignado a CTRL-T). Teclas de cursor a ambos lados de la barra espaciadora.
- Pantalla usa una ULA con 2 modos: 
  - Modo texto de 40 × 28 con 8 colores. Set ASCII de 128 caracteres en matriz de 6 × 8 píxels, redefinibles por soft. Fila superior no utilizada (normalmente usada por la ROM como línea de status). El atributo Serial de los caracteres de Teletexto se usa para seleccionar colores, parpadeo, caracteres de doble ancho, insertar fragmentos de gráficos modo texto, y seleccionar entre el set de caracteres estándar (ASCII), y el alternativo (caracteres semigráficos de Teletexto), en el que cada carácter representa una cadena de 2 × 3 PELs (bloques gráficos). Cada atributo serial ocupa el espacio de un carácter que no puede ser utilizado para nada más. Por ello, para cambiar a tinta amarilla sobre fondo azul, necesitamos 2 espacios. Esta es la mayor desventaja del ordenador.
  - Modo gráfico de 240 × 200 píxeles. 6 bits por píxel. Los atributos serial se utilizan también aquí (cada atributo ocupa hasta 6 por 1 píxeles). Tres líneas de texto en la zona inferior de la pantalla.
- Sonido General Instrument AY-3-8912 con 3 canales de 8 octavas de sonido más uno de ruido blanco. Sonido Mono, con 16 niveles de volumen por el altavoz interno.
- Soporte
  - Interfaz de casete a 300 y 2400 baudios.
  - Unidad de disquete de 3 pulgadas (el oficial Oric Microdisc, de simple cara y 160 kB por cara), 3,5 o 5,25 pulgadas. Hasta 4 unidades direccionables, pudiendo mezclarse los modelos (solo Doble Densidad) y las capacidades, al poder definirse libremente los parámetros.
- Entrada/Salida Visto por detrás, de izquierda a derecha
  - Conector de TV PAL (modulador de RF UHF)
  - Conector DIN 5 de Monitor RGB
  - Conector DIN 7 de Interfaz de casete a 300 baudios y 2400 baudios
  - Puerto paralelo de impresora de 20 pines
  - Conector de BUS de 34 pines
  - Conector de alimentación DC 9 Voltios 600 mA (negativo fuera, positivo centro)
- Ampliaciones
  - Plóter de 4 colores y 40 columnas
  - Unidad de disquete Oric de 3 pulgadas
  - Jasmin (una controladora alternativa de floppy para 1/Atmos)
  - Cumana Disk Interface
  - Port MIDI
  - Interfaz RS-232C (de MCP): se distribuye con el módem Telemod y soft para Prestel (Videotex en Inglaterra)
  - Interfaz serie a 300 baudios de Kenema Associates
  - Oric V23 módem (V22/V23)
  - Varias interfaces de Joystick (por el puerto paralelo o el BUS)
  - Sintetizadores de voz

## Historia
Tras la compra por Edenspring y los 4 millones de libras esterlinas para seguir adelante, se lanza un nuevo equipo del que se eliminan todos los fallos de la ROM y se le dota de un mejor teclado y un aspecto más profesional. Kenure Plastics fabrica la nueva carcasa en Hampton Farm, Gran Bretaña, mientras que el teclado es fabricado por Stackpole en Estados Unidos. Se presenta en el Which Computer Show del 17 de enero de 1984, junto con un prototipo del OricDisk. M.C.P., presenta igualmente sus novedades :
- Sintetizador de voz / interfaz de joystick por 79,35 £
- Interfaz de joystick programable por 23,70 £
- Convertidor Analógico / Digital de 8 vías por 77 £
- Reloj en tiempo real por 30 £
- Interfaz RS-232 por 38,50 £.

Se desarrollan por fin las ampliaciones, como la unidad de disco (presentada oficialmente a la prensa el 4 de febrero de 1984)... pero la máquina sigue siendo la misma (mientras tanto Sinclair ha presentado el Sinclair QL), y las 170 £ del precio de venta está ahora por encima del precio del Sinclair ZX Spectrum y de otras máquinas. Es más, las primeras versiones de la nueva ROM presentan problemas de carga de casete. La ya endémica falta de soft se agrava (los desarrolladores no ven mercado suficiente para esforzarse en conversiones, cuando otras máquinas minoritarias con un 6502 como la familia Atari de 8 bits tiene un mercado mayor) y Oric UK tras la desastrosa campaña de Navidad acaba en la quiebra. Esto deja a la división francesa (Oric se ha vendido aceptablemente allí) como únicos fabricantes (al ser dos compañías diferentes, no se ven afectados). Deciden dejar de lado los proyectos de clones PC (con interfaz de casete) y centrarse en el nuevo equipo, que presentado como Stratos, acabará llamándose Oric Telestrat. 
En ese momento el servicio de Videotex francés, llamado Minitel se ha convertido en una fiebre nacional (incluso en los tiempos del módem de 56 Kb y el boom del acceso a Internet era más popular), y los Oric utilizan muchas de sus definiciones. Se lanza un módem oficial V23 para los Atmos, y se planea el nuevo equipo para que además de cliente pueda actuar como un pequeño servidor. Pero al orientarse a un mercado más profesional no va a reemplazar al Atmos. Los nuevos equipos fabricados en Francia, además del teclado AZERTY incorporan de serie las resistencias necesarias en la interfaz RGB para poder conectarla directamente al Euroconector (debido a la complejidad de crear un modulador SECAM, se opta por usar el euroconector como sistema estándar de conexión al televisor de cualquier otro equipo, con la ventaja añadida de una mejor imagen, y el imperativo legal de una ley del gobierno francés)
Igual que el Oric 1 se ha distribuido por Europa, pero sin mucha suerte, eclipsado en un mercado ya consolidado que comienza a ver la nueva generación de 16 bits. En Francia además debe luchar contra el ordenador patrio por excelencia, las gamas TO y MO de Thomson, que se encuentran en todas las escuelas francesas.

## Fuente
La mayor parte de este artículo procede de El Museo de los 8 Bits bajo licencia Creative Commons Atribución 2.5